# Cime de la Lombarde
Ne doit pas être confondu avec Cime du Lombard.
La cime de la Lombarde est sommet frontalier entre le département français des Alpes-Maritimes et la région italienne du Piémont, dans le massif du Mercantour-Argentera. Culminant à 2 800 ou 2 801 m d'altitude, cette cime se trouve entre les communes d'Isola et de Vinadio. La station d'Isola 2000 se trouve en contrebas du sommet.

## Ascension

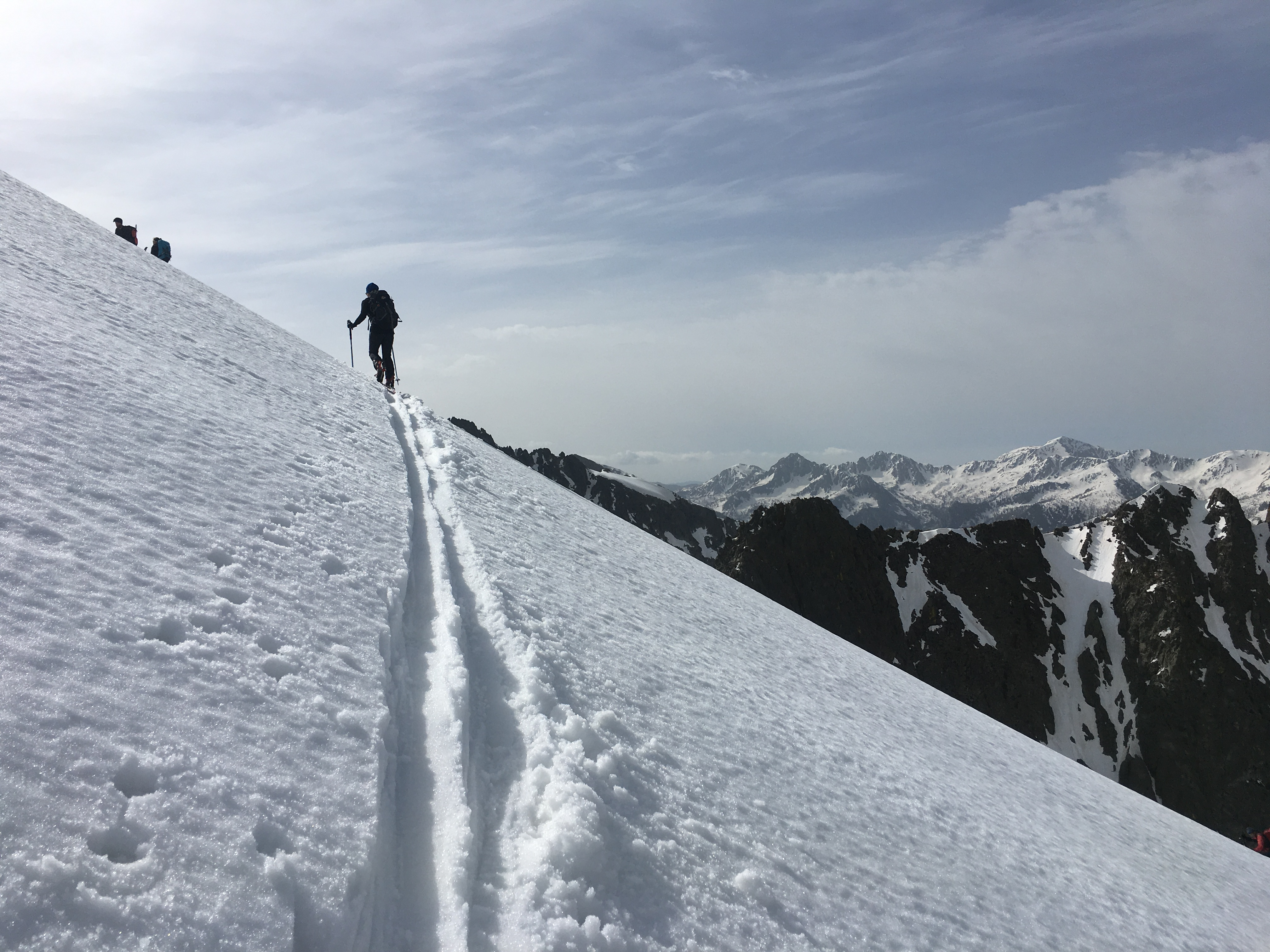
Ski de randonnée à la cime de la Lombarde.

L'ascension de la cime de la Lombarde se fait par un sentier partant d'Isola 2000 pour rejoindre en direction du nord-est les lacs de Terre Rouge. Puis à la borne 93 monter plein nord pour atteindre le pas du Loup et passer du côté italien. Le sentier continue à flanc en zigzag direction nord-ouest. Arrivé en haut de la cime de Vermeil, redescendre jusqu'au pas de Péania et monter encore quelques mètres avant d'arriver au sommet.